# Riverside (condado de Clackamas)
Riverside es un área no incorporada ubicada en el condado de Clackamas en el estado estadounidense de Oregón. Riverside se encuentra al sur de Barton.

## Geografía
Riverside se encuentra ubicado en las coordenadas 45°22′34″N 122°23′14″O / 45.37611, -122.38722.